# Остров (Ляховицький район)
Остров  ( трансліт.: Vostraŭ  , рос. Остров   ) — аграрне містечко в Білорусі, в Ляхавицькому районі Брестської області . Центр Островської сільської ради .

## Географія
Розташоване за 30 км на північний захід від міста Ляховичі, 193 км від Бреста, 16 км від залізничної станції Лясна . Біля хутора протікає річка Мишанка .

## Населення
- 1996 рік — 655 жителів, 293 двори .

## Пам'ятки

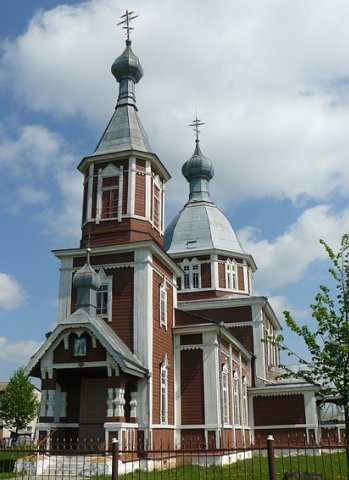
Петропавлівська церква

- Свято-Петро-Павлівська церква — православний храм, збудований у 1910 році. з дерева.
- Залишки садибного комплексу Потоцьких.

## Відомі люди
- Пачкайлов Михайло Іванович (1933—2011) — державний діяч. Герой Соціалістичної Праці .

1. ↑  Публічна кадастрова карта Республіки Білорусь. Архів оригіналу за 14 серпня 2021. Процитовано 20 вересня 2021.